# Arc en plein cintre

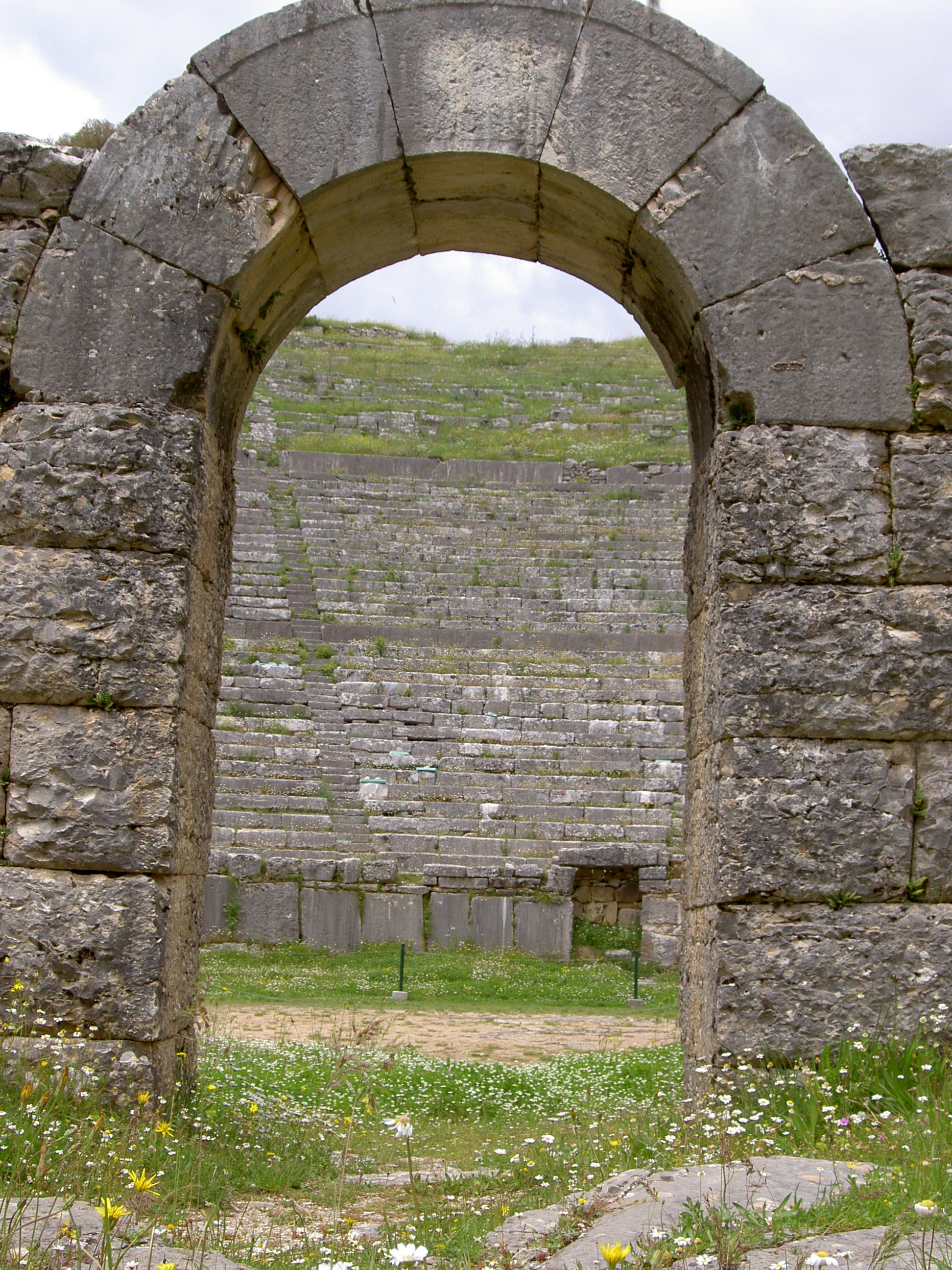
Un arc en plein cintre à l'entrée du théâtre, à Dodone (Grèce).

L'arc en plein cintre, en architecture, est un arc semi-circulaire sans brisure.

## Étymologie
Le nom « en plein cintre » est justifié par l'emploi, pour la mise en place de l'arc, d'un cintre.

## Forme

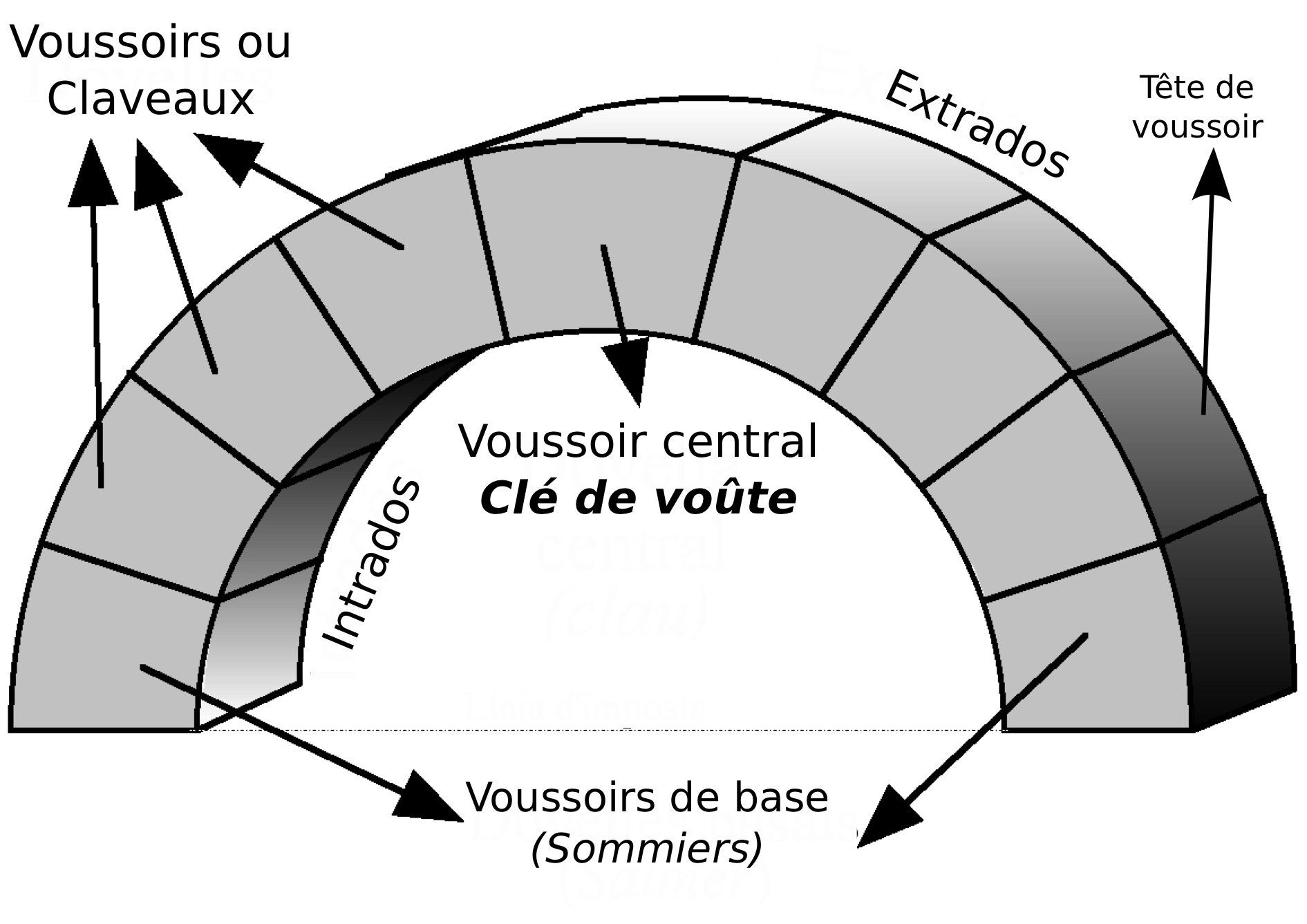
Éléments constitutifs d'un arc en plein cintre.

L'arc en plein cintre est parfaitement semi-circulaire, ce qui le distingue d'un arc brisé et d'un arc surbaissé. La flèche et la demi-ouverture sont de longueur égale, étant tous deux des rayons du même cercle ; l’intrados est semi-circulaire et se raccorde tangentiellement aux piédroits,,.

## Construction
La construction d'arcs épais en utilisant des éléments de petites dimensions contraint les constructeurs à une disposition en plusieurs rangs. Cette dernière autorise également l'usage de cintres plus légers. L'appareillage en un seul rouleau formé de rangs de liaison étant complexe, de nombreuses arcs ont été mis en œuvre en rouleaux indépendants, formant des cercles concentriques. Toutefois, cette dernière solution favorise des phénomènes de délaminage.
La méthode des lignes de pression est utilisée depuis le XVIIe siècle et sert jusqu'au XXe pour étudier la poussée des arcs et sa réponse architecturale et structurelle. La poussée est alors la seule force prise en compte dans la déformation et la durabilité de l'édifice.
Dans cette méthode, la résistance d'un arc en plein cintre s'exprime en termes de « poussée limite » et peut être spatialement représentée pour figurer les lignes de pression extrêmes.

## Emploi historique

### Dans l'Antiquité

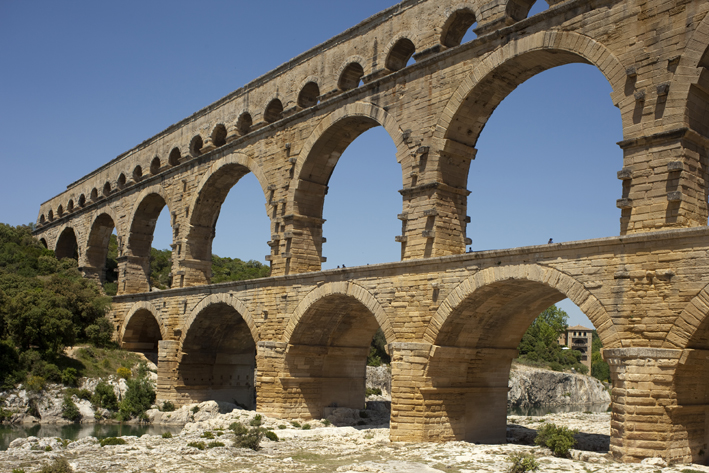
Le pont du Gard, franchissement du Gardon par l'aqueduc de Nîmes, est entièrement constitué d'arcs en plein cintre.

L'arc en plein cintre est particulièrement utilisé par les Romains, que ce soit pour les édifices, ou plus encore pour les infrastructures.

### Au Moyen Âge

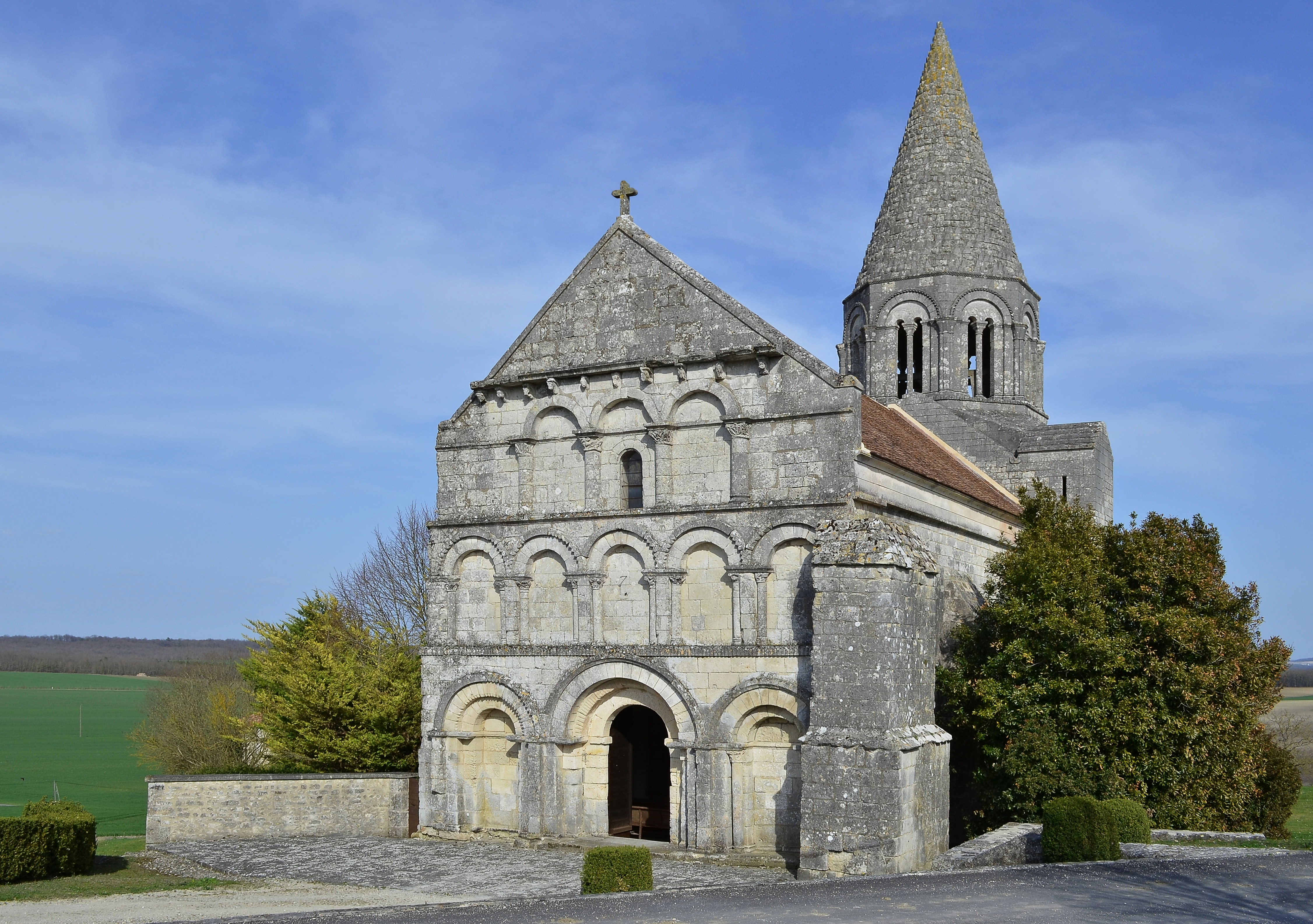
Façade de l'église Saint-Cybard, à Plassac-Rouffiac (France).

L'architecture romane se définit principalement par l'utilisation exclusive de l'arc en plein cintre. La voûte créée est appelée voûte en berceau.

### À la Renaissance

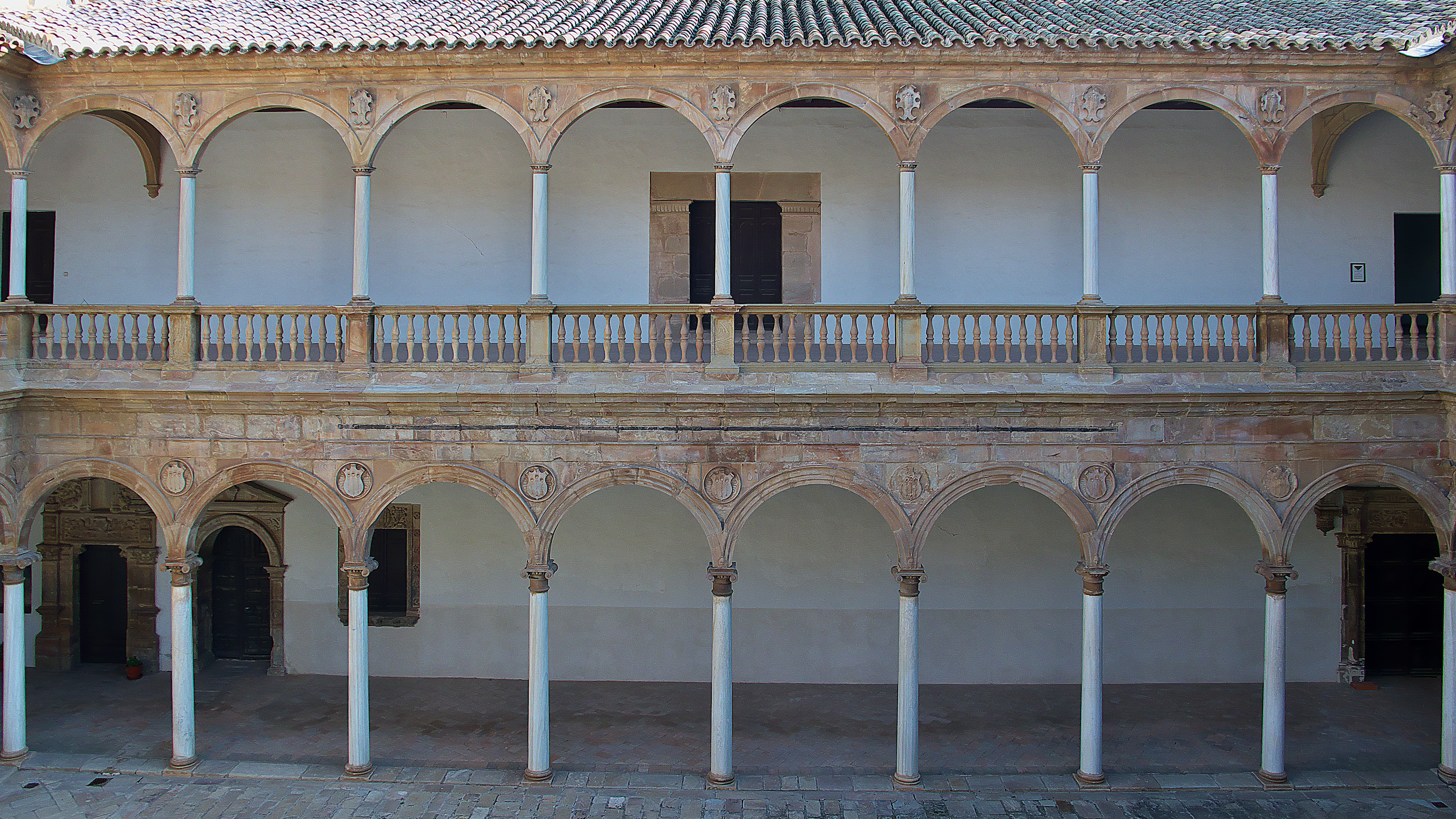
Arches du cloître du (Espagne).

Après plusieurs siècles de prééminence de l'architecture gothique, les architectes de la Renaissance choisissent de se couper des performances techniques (hauteur de voûte, taille des ouvertures) que permettent l'arc brisé et la croisée d'ogives pour revenir à une forme « antique », symbolisant pour eux une certaine pureté : l'arc en plein cintre, mais aussi la voûte en berceau et le dôme.

### À l'époque classique

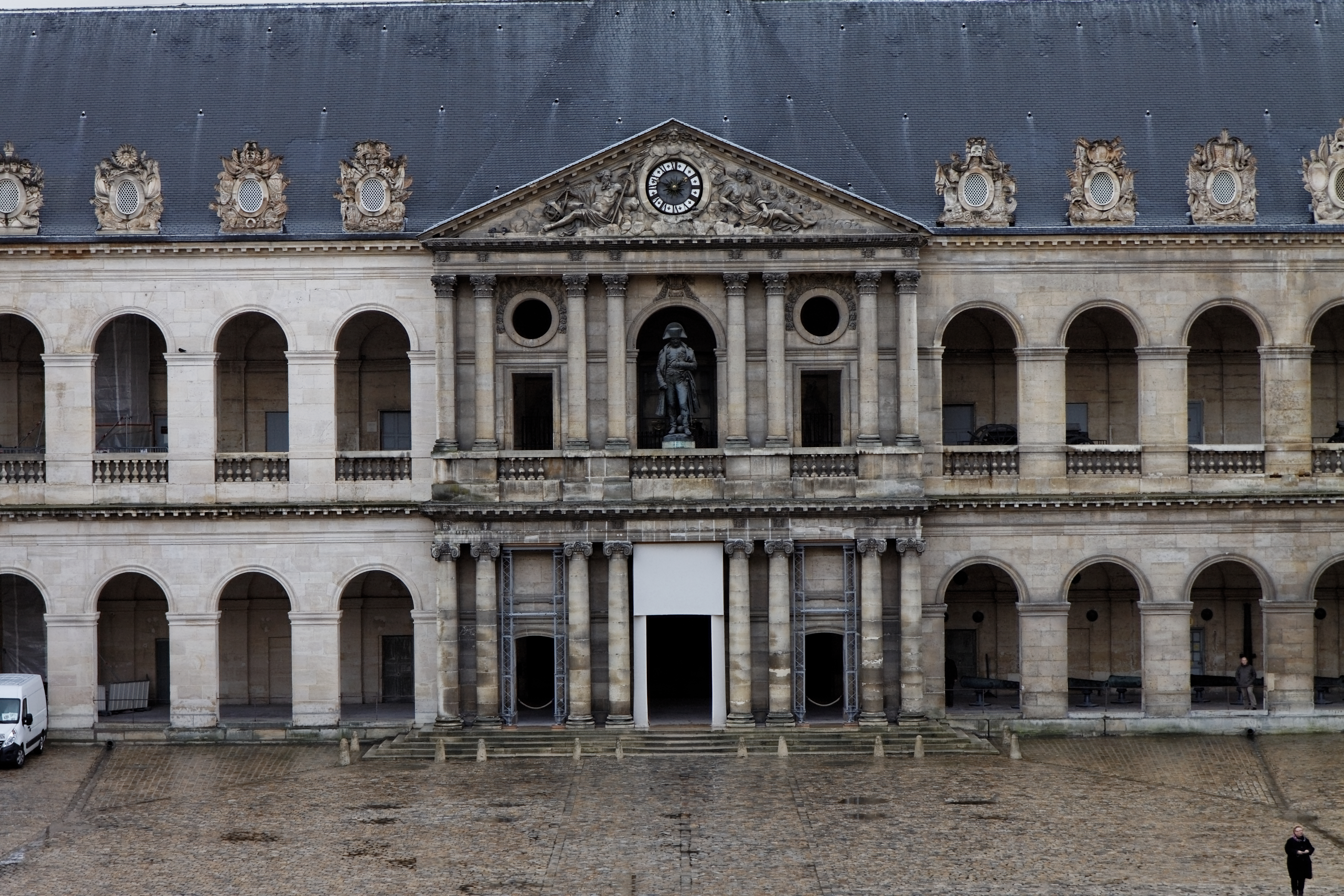
Les arcades de la cour d'honneur des Invalides, à Paris (France).

### Dans l'architecture moderne

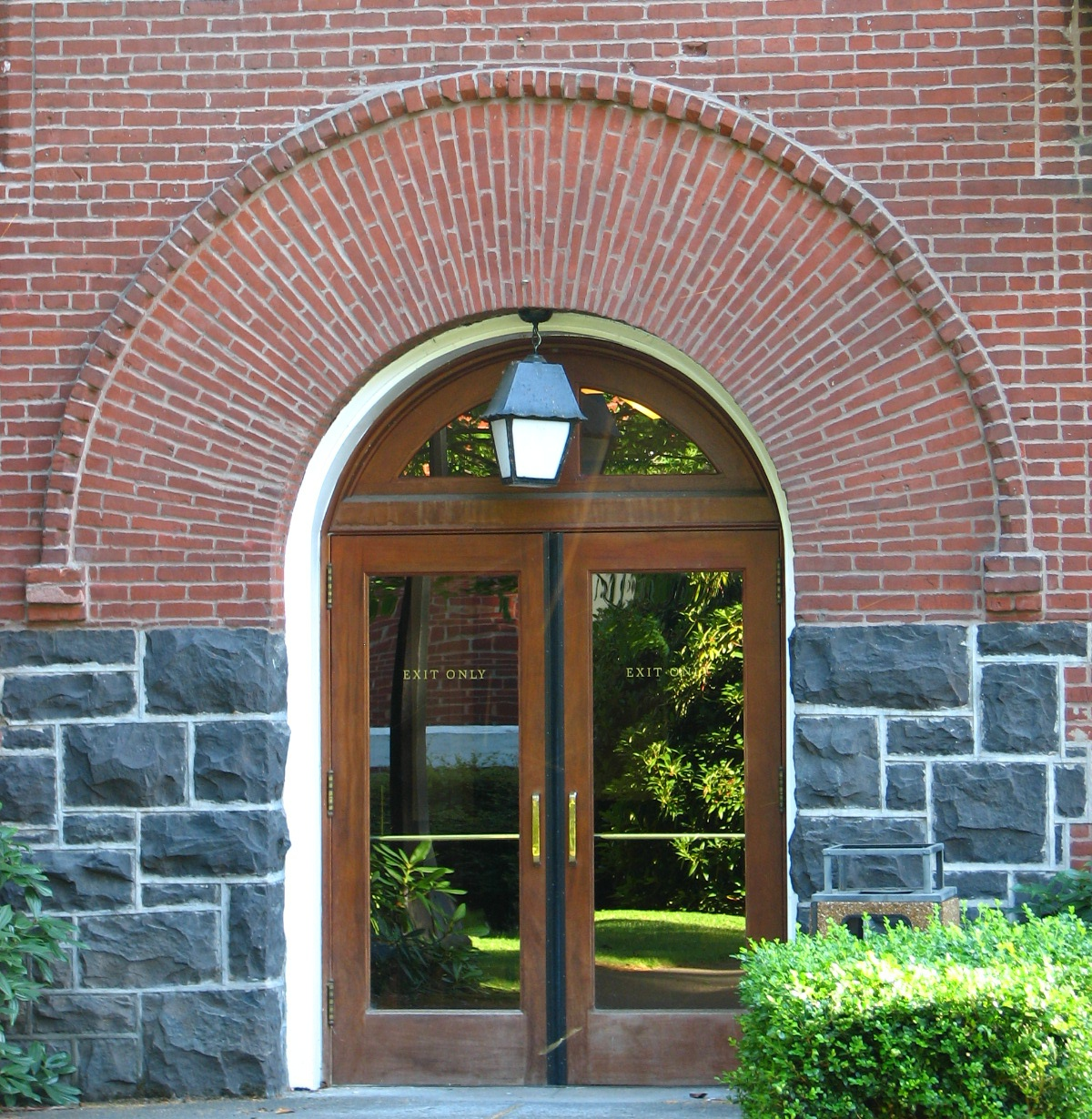
Entrée du hall WaldSchmidt à l'université de Portland (États-Unis), arc en plein cintre en briques (1891).